# Guo Xinxin
Guo Xinxin (chin. 郭心心; * 2. August 1983 in Shenyang) ist eine chinesische Freestyle-Skierin. Sie ist auf die Disziplin Aerials (Springen) spezialisiert.

## Biografie
Am 19. Dezember 1999 nahm Guo in Whistler erstmals an einem Weltcupspringen teil und erreichte den 19. Platz. 13 Monate später stieß sie in Sunday River zum ersten Mal unter die besten zehn vor. Ihr bis dahin bestes Resultat erreichte sie bei der Weltmeisterschaft 2003 in Deer Valley, wo sie Fünfte wurde. In der Folge sprang Guo zwar regelmäßig unter die besten zehn, ein Podestplatz blieb aber vorläufig aus. Einen solchen erreichte sie erstmals am 5. Februar 2005, als sie das Weltcupspringen in ihrer Heimatstadt Shenyang gewann. Die Saison 2004/05 beendete sie als Dritte der Disziplinenwertung, hinzu kam der Gewinn der Bronzemedaille bei der Weltmeisterschaft 2005 im finnischen Ruka.
Nachdem sie zu Beginn des Jahres 2006 in Deer Valley ein zweites Weltcupspringen für sich entscheiden konnte, gehörte Guo vor den Olympischen Winterspielen 2006 zu den Favoritinnen. Bei den im Sauze d’Oulx ausgetragenen olympischen Wettkampf lag sie nach dem ersten Durchgang in Führung. Doch beim zweiten Sprung stürzte sie und fiel noch auf den sechsten Platz zurück; die Goldmedaille holte letztlich die Schweizerin Evelyne Leu. In den folgenden zwei Saisons hielt sich Guo weiterhin an der Weltspitze, wenn auch keine weiteren Siege hinzukamen.
Zu Beginn der Saison 2009/10 gewann Guo in Changchun zum dritten Mal ein Weltcupspringen. Bei den Olympischen Winterspielen 2010 wurde sie Dritte hinter Lydia Lassila und Li Nina.

## Erfolge

### Olympische Spiele
- 2002 Salt Lake City: 19. Aerials
- 2006 Turin: 6. Aerials
- 2010 Vancouver: 3. Aerials

### Weltmeisterschaften
- 2003 Deer Valley: 5. Aerials
- 2005 Ruka: 3. Aerials
- 2007 Madonna di Campiglio: 8. Aerials
- 2009 Inawashiro: 10. Aerials

### Weltcupwertungen
- Saison 2004/05: 3. Aerials-Weltcup
- Saison 2006/07: 4. Aerials-Weltcup
- Saison 2007/08: 9. Gesamtweltcup, 7. Aerials-Weltcup
- Saison 2008/09: 10. Aerials-Weltcup
- Saison 2009/10: 4. Gesamtweltcup, 2. Aerials-Weltcup

### Weltcupsiege
Guo Xinxin errang bis jetzt 10 Podestplätze, davon 3 Siege:
| Datum             | Ort         | Land  |
| ----------------- | ----------- | ----- |
| 5. Februar 2005   | Shenyang    | China |
| 14. Januar 2006   | Deer Valley | USA   |
| 19. Dezember 2009 | Changchun   | China |